# Verfassungsgerichtshof von Kolumbien
Der Verfassungsgerichtshof von Kolumbien (spanisch Corte Constitucional de Colombia) repräsentiert und garantiert die Verfassungsgerichtsbarkeit der Republik Kolumbien. Es hat seinen Sitz im Palacio de Justicia am Plaza de Bolívar in Bogotá. Er wurde durch das Kapitel IV der kolumbianischen Verfassung von 1991 geschaffen und am 17. Februar 1992 zum ersten Mal installiert. Der Verfassungsgerichtshof ersetzte die damalige Verfassungskammer, die vom Obersten Gerichtshof abhängig war.

## Geschichte
In den 1950er Jahren dominierte die Gewalt zwischen den politischen Parteien. Kolumbien lebte mehr als dreißig Jahre in einem ständigen Ausnahmezustand mit einer zunehmenden Machtkonzentration weg von der Legislative hin zur Exekutive. Der Ausgang dieser Violencia war ein Nationalpakt, der von 1958 bis 1974 die politische Macht paritätisch zwischen der liberalen und der konservativen Partei teilte.
Im Jahr 1991 hatte eine Verfassungsgebende Versammlung, mit siebzig vom Volk direkt gewählten Mitgliedern, eine neue und bedeutungsvolle Verfassung in Kolumbien in Kraft gesetzt. Nach sechsmonatigen Beratungen verabschiedete die Verfassungsgebende Versammlung im Juli 1991 die neue Verfassung. Dabei hatten das deutsche Bundesverfassungsgericht und das spanische Tribunal Constitucional großen Einfluss.
Einige der wichtigsten Verfassungsänderungen waren die Aufnahme einer umfangreichen Grundrechtecharta und die ebenfalls anspruchsvolle Errichtung einer eigenständigen Verfassungsgerichtsbarkeit. Das ging zulasten des Obersten Gerichtshofs, dem Corte Suprema de Justicia, der z. B. seine Kompetenz für die abstrakte Normenkontrolle an das Verfassungsgericht verlor.